# Joseph Edkins
Joseph Edkins (Nailsworth, 1823. december 19. – Sanghaj, 1905. április 23.; kínai neve pinjin hangsúlyjelekkel: Ài Yuēsè; magyar népszerű: Aj Jüe-szö; egyszerűsített kínai: 艾约瑟; hagyományos kínai: 艾約瑟) brit protestáns hittérítő, sinológus.

## Élete, munkássága
Joseph Edkins egyetemi tanulmányait a Londoni Egyetemen végezte 18843-ban. 1947. december 8-án a Londoni Missziós Társaság tagjaként Kínába küldték. 1848. július 22-én ért Hongkongba, ahonnan tovább utazott állomáshelyére, Sanghajba. Kezdetben a Missziós Társaság nyomdájában dolgozott, majd 1852–1858 között a kínai nyelven, évente megjelenő missziós kiadvány, a Chinese and Foreign Concord Almanach (華洋和合通書) – későbbi nevén a Chinese and Western Almanach (中西通書) – szerkesztője volt. Ekkoriban, kínai munkatársakkal együtt működve számos nyugati tudományos művet fordított kínaira. Az 1850-es években az országot járva hittérítő tevékenységet végezett. 1863 májusában Pekingben telepedett le. 1872-ben közreműködött a Peking Magazine (中西聞見錄) szerkesztésében, amelynek 1875-ig összesen 36 száma jelent meg. 1873-ban Angliába utazott, majd 1876-ban az Egyesült Államokon keresztül visszatért Pekingbe. 1880-ban kilépett a Missziós Társaságtól, és kínai tengeri vámhivatalnál vállalt fordítói állást. Ekkor újabb nyugati tudománnyal kapcsolatos művet fordított kínaira. Sinológia munkásságának részét képezi azon kutatása, amellyel az ázsiai és indoeurópai nyelvek közöse eredét igyekezett kimutatni. Több könyvet is írt a kínai nyelvről és vallásokról, különösen a kínai buddhizmus érdekelte.

## Fontosabb művei

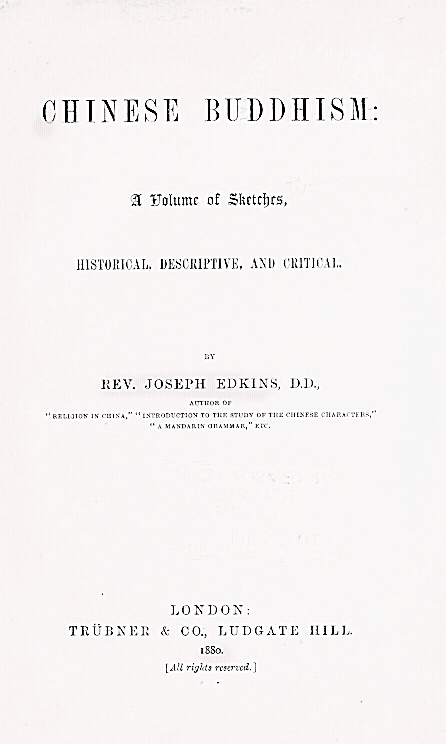
Joseph Edkins: Chinese Buddhism (1880)

- A Grammar of Colloquial Chinese as exhibited in the Shanghai Dialect, Shanghai, 1853
- "Phases in the Development of Tauism", i Transactions of the China Branch of the Royal Asiatic Society, 1st series, 5: 83-99, 1855. (Med en skildring av kinesisk alkymi)
- On Early Tauist Alchemy, North China Herald, 1857
- A Grammar of the Chinese Colloquial Language, commonly called the Mandarin dialect, Shanghai, 1857
- The Religious Condition of the Chinese; with Observations on the Prospects of Christian Conversion amongst that People, London, 1859. Second edition entitled Religion in China: containing a Brief Account of the Three Religions of the Chinese: with Observations on the Prospects of Christian Conversion amongst that People, 1877
- Progressive Lessons in the Chinese Spoken Language, Shanghai, 1862
- A Vocabulary of the Shanghai Dialect, Shanghai, 1869
- The Miau-tsi Tribes, Foochow, 1870
- China's Place in Philology: an Attempt to show that the Languages of Europe and Asia have a Common Origin, London, 1871
- Introduction to the Study of the Chinese Characters, London, 1876
- A Catalogue of Chinese Works in the Bodleian Library, London, 1876
- Chinese Buddhism: a Volume of Sketches, Historical, Descriptive, and Critical, London, 1880
- The Evolution of the Chinese Language as exemplifying the Origin and Growth of Human Speech, London, 1888
- Opium: Historical Note or the Poppy in China, Shanghai, 1898
- The Revenue and Taxation of the Chinese Empire, Shanghai, 1903